# Karl Loewenstein
Karl Loewenstein (9. listopadu 1891 Mnichov – 10. července 1973 Heidelberg) byl americký ústavní právník a politolog německého původu, považovaný za jednoho z předních teoretiků ústavního práva dvacátého století.

## Život
Pocházel ze zámožné židovské rodiny, po maturitě v Mnichově studoval práva v Paříži, Heidelbergu, Berlíně a Mnichově, kde roku 1914 promoval. Pracoval jako advokát, roku 1931 se habilitoval na právnické fakultě Mnichovské univerzity, ale už v roce 1933 byl z univerzity vyloučen. Odjel do USA, přednášel na Yale a na Amhurst College (Massachusetts) a za války byl poradcem generálního prokurátora. Po válce byl v Mnichově jen velice polovičatě rehabilitován a penzionován, jako emeritus přednášel na mnoha univerzitách po celém světě.

## Dílo
Loewenstein se zabýval hlavně ústavním právem, vztahem mezi mocí a právem v různých systémech a teorií parlamentní demokracie. Vypracoval důkladnou klasifikaci různých systémů vlády, zejména demokratických. Velký význam měly jeho práce o americkém a britském ústavním právu a praxi, o srovnávacím ústavním právu a o vývoji vlády ve starověkém Římě.